# Béla III d'Ungheria
Béla III (in ungherese III. Béla, in croato Bela III, in slovacco Belo III; Strigonio, 1148 – Albareale, 23 aprile 1196) fu re d'Ungheria dal 1172 al 1196.
Secondo figlio del re Géza II e di sua moglie Eufrosina di Kiev, intorno al 1161 gli fu concesso dal padre il possesso di un ducato a titolo di appannaggio, il quale includeva la Croazia, la Dalmazia centrale e forse Sirmio. In conformità con un trattato di pace stipulato tra suo fratello maggiore, Stefano III, succeduto al padre nel 1162, e l'imperatore bizantino Manuele I Comneno, Béla si trasferì a Costantinopoli nel 1163. Lì divenne conosciuto con il nome di Alessio, ma l'imperatore gli concesse anche il titolo di corte di recente istituzione di despota; inoltre, venne promesso in sposa alla figlia del monarca, Maria. Il ricco patrimonio di Béla causò conflitti armati tra l'impero bizantino e il regno d'Ungheria tra il 1164 e il 1167, perché Stefano III tentò di impedire ai romei di prendere il controllo della Croazia, della Dalmazia e di Sirmio. Béla-Alessio, designato erede dell'imperatore Manuele nel 1165, prese parte a tre campagne bizantine contro l'Ungheria. Il suo fidanzamento con la figlia dell'imperatore subì l'annullamento dopo che nacque il fratello di lei, Alessio II, nel 1169. L'imperatore privò Béla del suo alto titolo, concedendogli invece il grado inferiore di kaisar.
Stefano III morì il 4 marzo 1172 e Béla decise di tornare in Ungheria. Prima della sua partenza, giurò che non avrebbe mai mosso guerra contro l'impero bizantino. Sebbene i prelati ungheresi avessero proclamato all'unanimità Béla re, Luca, l'influente arcivescovo di Strigonio, si oppose alla sua incoronazione a causa della presunta simonia del giovane. Alla fine, fu l'arcivescovo di Kalocsa a incoronarlo re il 18 gennaio 1173, con l'approvazione di papa Alessandro III. Béla si scontrò con suo fratello minore, Géza, che tenne prigioniero per più di un decennio. Approfittando dei conflitti interni all'impero bizantino dopo la morte dell'imperatore Manuele Comneno, Béla rioccupò la Croazia, la Dalmazia e Sirmio tra il 1180 e il 1181. Si spinse inoltre nel Principato di Halyč nel 1188, ma ne perse il controllo nel giro di due anni.
Béla promosse l'impiego di documenti scritti durante il suo regno, con le cronache ungheresi del XIV secolo le quali affermano addirittura che si dovette a lui l'istituzione della Cancelleria reale. La residenza personale costruita a Strigonio durante il suo regno costituì il primo esempio di architettura gotica trapiantato in Europa centrale. Sulla base dell'elenco delle rendite reali si è pensato che si trattasse del monarca europeo più ricco del suo tempo, ma l'affidabilità di tali atti è ritenuta incerta.

## Biografia

### Infanzia (1148 circa-1163)

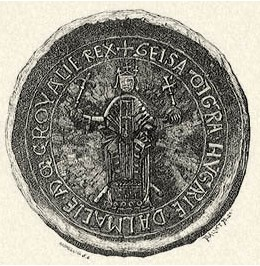
Il sigillo del padre di Béla, Géza II d'Ungheria

Malgrado il suo anno di nascita non sia riferito dalle fonti, è noto con certezza che Béla era il secondo figlio di Géza II d'Ungheria e della moglie di Géza, Eufrosina di Kiev. Gli studi compiuti sui suoi resti dimostrano che Béla morì nel 1196 a 48 anni, ragion per cui deve essere nato nel 1148.
Il riferimento contemporaneo di Giovanni Cinnamo al «territorio che suo padre, ancora in vita, aveva ripartito» a Béla accerta che Geza II concesse un discreta porzione del regno a titolo di appannaggio al figlio minore sotto forma di ducato. Il patrimonio di Béla comprendeva certamente la regione centrale della Dalmazia, (ovvero Sebenico, Spalato e Traù, le quali avevano accettato per decenni la sovranità dei re d'Ungheria), con Cinnamo che definisce quanto gli fu assegnato «l'eredità di Béla». Gli storici Ferenc Makk e Gyula Moravcsik concordano sul fatto che Béla ricevette anche la Croazia dal suo genitore. Resta invece oggetto di dibattito accademico se avesse ricevuto altresì Sirmio o se l'avesse acquisita soltanto dopo la morte del padre. Secondo lo storico Warren Treadgold, il patrimonio di Béla comprendeva pure la Bosnia. La data esatta della concessione di Géza II non può essere determinata, ma secondo Makk Béla si vide assegnare il ducato intorno al 1161.
A Géza II, morto il 31 maggio 1162, successe il figlio primogenito Stefano III, il quale verosimilmente confermò la cessione del ducato a Béla, come se si deduce dal riferimento di Cinnamo secondo cui l'evento era avvenuto «molto tempo prima». Poco dopo la sua ascesa al trono, Stefano III fu esiliato dagli zii, Ladislao II e Stefano IV. L'imperatore bizantino Manuele I Comneno sostenne economicamente e militarmente l'acquisizione degli zii, ma Stefano III tornò in Ungheria e riconquistò la corona con la forza nella metà del 1163. Béla probabilmente rimase neutrale durante il conflitto di suo fratello con gli zii, in quanto non si conoscono notizie relative alle attività di Béla nel 1162 e nel 1163.
Nel 1163, l'imperatore Manuele firmò un trattato di pace con Stefano III, ai sensi del quale rinunciava a sostenere gli oppositori del sovrano magiaro. In cambio, Stefano III accettò di inviare Béla a Costantinopoli e di consentire ai bizantini di prendere possesso delle regioni di cui si componeva il ducato di Béla. L'imperatore promise anche che avrebbe concesso in sposa sua figlia al giovane Béla, Maria.
(Giovanni Cinnamo, Atti di Giovanni e Manuele Comneno)

### Il despota Alessio (1163-1169)

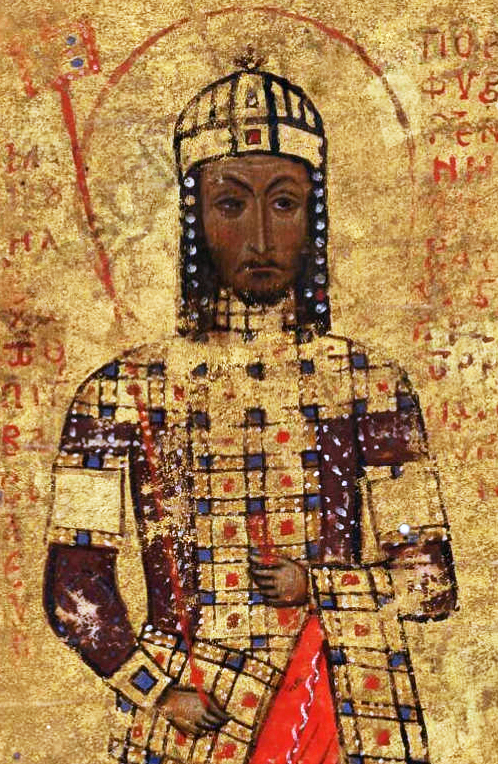
L'imperatore bizantino Manuele I Comneno insignì Béla del titolo di despota. Alla sua corte, dove era stato designato come erede dal 1165 al 1169 il magiaro era noto come Alessio

L'imperatore Manuele inviò il sebastos Giorgio Paleologo per scortare Béla nell'impero bizantino, il quale giunse nella capitale Costantinopoli 1163. In territorio bizantino era conosciuto con il nome di Alessio (Αλέξιος, Alexios) e ricevette il titolo di despota ("signore"), un'onorificenza che prima di allora veniva riservata soltanto agli imperatori. In quel contesto fu annunciato ufficialmente anche la promessa di nozze di Béla con la figlia del sovrano romeo.
Stefano III invase Sirmio nell'estate del 1164. Manuele Comneno guidò i suoi eserciti contro il suo avversario, affermando, secondo Cinnamo, di essere arrivato «non per muovere guerra agli ungheresi ma per recuperare le terre di Béla». Quest'ultimo, insieme a suo zio, Stefano IV, e al loro lontano parente, Stefano Colomanno, accompagnò personalmente l'imperatore durante la campagna. Nel giro di poco tempo fu siglato un nuovo trattato di pace, ai sensi del quale ancora una volta Stefano III dovette rinunciare al ducato di Béla. Un contingente bizantino occupò frattanto Sirmio, che fu organizzata a livello amministrativo sotto forma di thema, cioè un distretto.
Stefano III lanciò una nuova invasione contro Sirmio nella primavera del 1165, costringendo l'imperatore Manuele a tornare verso nord per allestire il contrattacco, ancora una volta con la compagnia di Béla. Dopo che l'esercito imperiale riconquistò Zimony (oggi Zemun, in Serbia), Béla persuase Manuele a vietare l'esecuzione dei soldati ungheresi catturati nella fortezza. Quando un'armata romea occupò anche la Dalmazia, seguì la firma un nuovo trattato di pace tra le due fazioni, il quale ribadiva ancora una volta la sovranità dell'imperatore nell'antico ducato di Béla. La Dalmazia e la Bosnia furono presto convertite in themata bizantini.
L'imperatore Manuele nominò cerimoniosamente sua figlia e Béla-Alessio quali suoi eredi, costringendo i principali nobili bizantini a giurare loro fedeltà nell'autunno del 1165. Solo il cugino del monarca, Andronico Comneno, si oppose apertamente a quest'azione, tanto che come riporta il quasi coevo Cinnamo dichiarò: «Che follia è mai questa di ritenere ogni maschio romano indegno del letto nuziale di sua figlia, preferire a ogni altro questo straniero e intruso come imperatore dei romani e farlo accomodare sul trono da padrone?». Béla-Alessio partecipò al concilio di Blacherne del 1166, al fianco di Manuele e del patriarca ecumenico Luca Crisoberge. Nella primavera del 1166, il magiaro accompagnò il protostrator Alessio Axuch, che guidò un esercito bizantino contro l'Ungheria come rappresaglia per una nuova invasione ungherese di Sirmio. L'11 aprile 1166, sebbene Béla-Alessio e la sua sposa fossero imparentati tra loro, l'imperatore Manuele confermò una decisione del patriarca ecumenico, secondo la quale i matrimoni tra consanguinei fino al settimo grado risultavano nulli. Manuele si trovò a dover addirittura proporre in matrimonio sua figlia (promessa come detto a Béla-Alexios) al nuovo re di Sicilia e rivale di Costantinopoli, Guglielmo II, nell'autunno del 1166.
Secondo il cronista tedesco contemporaneo di Frisinga Rahewin, una nuova guerra scoppiò tra l'Ungheria e l'impero bizantino nel 1167, poiché Béla-Alexios «rivendicò il regno» di suo fratello. Un altro cronista, Enrico di Mügeln, scrisse anche che molti ungheresi si unirono e prestarono servizio nell'esercito di Béla-Alessio, sostenendo che «il regno d'Ungheria gli apparteneva di diritto». L'8 luglio 1167, l'esercito bizantino sbaragliò le truppe ungheresi nell'ambito della battaglia di Sirmio. Cessate le ostilità, il trattato di pace che fu stipulato confermava il dominio di Costantinopoli sulla Dalmazia centrale, sulla Bosnia e su Sirmio.

### Kaisar(1169-1172)
La moglie dell'imperatore Manuele, Maria d'Antiochia, diede alla luce un figlio che venne chiamato Alessio il 14 settembre 1169. A quel punto, l'imperatore sciolse la promessa di sua figlia con Béla-Alessio e gli revocò inoltre il titolo di despota, sostituendolo con quello di grado inferiore di kaisar. Nella primavera del 1170, il magiaro sposò la cognata dell'imperatore, Agnese d'Antiochia. La coppia andò in pellegrinaggio in Terra santa, donando a Gerusalemme 10.000 bisanti ai Cavalieri ospitalieri come compenso per la loro ospitalità. Nell'atto di concessione ufficiale, Béla-Alessio si definì «Signore A., Duca d'Ungheria, Dalmazia e Croazia», ignorando il titolo che l'imperatore gli aveva recentemente conferito.

### Regno

#### Incoronazione (1172-1173)
Il fratello di Béla, Stefano III, morì il 4 marzo 1172. Arnoldo di Lubecca, che si trovava all'epoca a Strigonio, testimonia di come alcune malelingue vociferassero del fatto che Stefano fosse stato avvelenato dai sostenitori di Béla, ma nessun'altra fonte getta ulteriore luce sull'evento. La vedova di Stefano III, Agnese, lasciò l'Ungheria, sebbene fosse incinta quando suo marito morì. Una delegazione magiara si recò in visita da Manuele e Béla a Sardica (Sofia, in Bulgaria). Secondo Cinnamo, essi chiesero «Béla fosse inviato da loro come re», perché «la linea di successione lo riguardava» direttamente dopo la morte di suo fratello. Cinnamo riferisce pure che Manuele acconsentì alla partenza di Béla dopo avergli fatto promettere solennemente «di osservare per tutto il corso della sua vita tutto ciò che sarebbe stato vantaggioso» all'imperatore e ai bizantini. Una lettera scritta dall'imperatore bizantino Isacco II Angelo nel 1196 afferma che, nella stessa occasione, Béla promise che non avrebbe mai sostenuto i serbi se questi avessero combattuto contro Costantinopoli.
Béla e sua moglie arrivarono ad Albareale alla fine di aprile o all'inizio di maggio. Egli fu eletto re all'unanimità dai «dignitari del regno ungherese», come conferma una lettera scritta da papa Alessandro III nel 1179. Tuttavia, l'incoronazione affrontò un ritardo perché Luca, l'arcivescovo di Strigonio, a cui tradizionalmente spettava il compito di presenziare la cerimonia, si rifiutò di eseguirla. L'arcivescovo accusò il re di simonia, sostenendo che Béla aveva donato un pallio di grande valore al suo delegato. Secondo una teoria accademica, l'arcivescovo Luca temeva anche che l'influenza degli «scismatici» latini sarebbe aumentata sotto il governo di Béla. Nonostante la presa di posizione di questa importante figura nell'Ungheria dell'epoca, la maggioranza degli aristocratici e dei prelati rimase fedele a Béla. Constatata la situazione, il sovrano magiaro chiese l'intercessione della Santa Sede per far desistere dalle sue convinzioni l'arcivescovo Luca. Poco dopo, papa Alessandro III autorizzò l'arcivescovo di Kalocsa a ungere Béla re e a «porgli la corona sul capo»; l'incoronazione ebbe infine luogo il 18 gennaio 1173. Egli emanò comunque un atto che confermava il diritto degli arcivescovi di Strigonio di incoronare i monarchi ungheresi. L'unificazione delle cosiddette corone "greca" e "latina" nella Corona di Santo Stefano sembra essere avvenuta durante il suo regno.

#### Conflitti (1173-1178)
L'arcivescovo Luca perse il suo peso politico in occasione del mandato di Béla e fu da lui ignorato nei primi anni del suo regno. Anziché Luca, fu l'arcivescovo di Kalocsa a battezzare eccezionalmente il primogenito di Béla figlio, Emerico, nel 1174, considerato che l'amministrazione dei sacramenti ai membri della famiglia reale era stata sempre fino ad allora officiata dal chierico di Strigonio. Secondo una cronaca boema (Continuatio Gerlaci abbatis Milovicensis), Béla imprigionò suo fratello minore, Géza, ma quest'ultimo fuggì di prigione e si recò in Austria nel 1174 o 1175. Il giudice reale di Stefano III, tale Lorenzo, accompagnò Géza alla corte di Enrico II di Babenberg. Quando quest'ultimo si rifiutò di estradare Géza, Béla lanciò delle incursioni di saccheggio in Austria al fianco di Sobeslao II, duca di Boemia. Nel frattempo, Béla spedì dei rinforzi all'imperatore Manuele per aiutarlo a combattere contro i Selgiuchidi, ma le loro forze congiunte riportarono una sconfitta nella battaglia di Miriocefalo combattuta il 17 settembre 1176.
Géza cercò di persuadere Sobeslao II ad aiutarlo a incontrare Federico Barbarossa, sovrano del Sacro Romano Impero, ma il boemo catturò Géza e lo consegnò a Béla nel 1177. Béla imprigionò ancora una volta suo fratello e mise in prigione anche la madre, Eufrosina di Kiev. Come rappresaglia per il ruolo di Sobeslao nella cattura di Géza, l'imperatore Federico detronizzò il boemo e nominò un altro membro della dinastia přemyslide, Federico, alla carica di duca. L'imperatore del Sacro Romano Impero ordinò al nuovo duca d'Austria, Leopoldo V, di aggredire la Boemia. Ben presto intervenne Béla minacciando Leopoldo V di invadere le sue terre, evento che costrinse Leopoldo a lasciare la Boemia.

#### Espansione e riforme (1178-1194)
Il favorito di lunga data di Béla, Andrea, arcivescovo di Kalocsa, entrò in conflitto con la corona intorno al 1178. Béla presto privò lui e il suo sostenitore, il prevosto del capitolo di Albareale, dei loro uffici e sequestrò le entrate dell'arcivescovo. Papa Alessandro III punì Béla con sanzioni ecclesiastiche, ma questi si riconciliò con l'arcivescovo Luca di Strigonio, il quale lo assolse e giunse alla drastica decisione di scomunicare Andrea di Kalocsa. Il conflitto si concluse con un compromesso mediato dalla Santa Sede, ai sensi del quale Andrea chiese a Béla di perdonarlo, mentre il sovrano restituì all'arcivescovo il suo precedente ruolo.
Su invito del re magiaro, i monaci cistercensi giunsero dalla Francia e fondarono nuove abbazie del loro ordine a Egres, Zirc, Szentgotthárd e Pilis tra il 1179 e il 1184. Tra il 1180 e il 1190, Béla avviò la costruzione di un imponente castello reale e di una nuova cattedrale a Strigonio, ma fu solito viaggiare quasi sempre per i suoi domini. Secondo un'iscrizione ritrovata su un mattone scoperto a Bulkeszi (Maglić, in Serbia), Béla incoraggiò il battesimo di un «colono ospite» tedesco in quel villaggio.

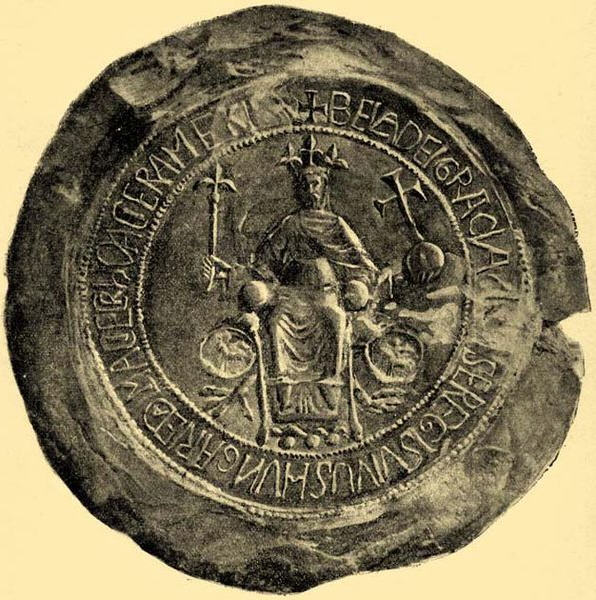
Sigillo di Bela III

Alla corte imperiale di Costantinopoli, Béla apprese l'importanza di disporre di un'amministrazione ben organizzata. Secondo la Chronica Picta, Béla «introdusse la stessa forma di indirizzare le petizioni che era consueta nella corte romana e imperiale», il che suggerisce che la cancelleria reale iniziò a funzionare come ufficio separato durante il suo regno. Egli enfatizzò l'importanza dei documenti scritti, ordinando nel 1181 che venisse emessa una carta per tutte le transazioni effettuate in sua presenza.
L'imperatore Manuele I morì il 24 settembre 1180 e, nel giro di sei mesi, Béla ripristinò la sua sovranità in Dalmazia, ma non esistono resoconti contemporanei dettagliati degli eventi. I cittadini di Spalato «tornarono alla signoria ungherese» subito dopo la morte di Manuele, come riferisce Tommaso Arcidiacono del XIII secolo. Zara accettò anch'essa la sovranità di Béla all'inizio del 1181. Lo storico John V.A. Fine scrive che Béla riprese la sovranità sulla Dalmazia «apparentemente senza spargimento di sangue e con il consenso imperiale», perché le autorità bizantine preferivano che Béla governasse la provincia piuttosto che la Repubblica di Venezia.
I dettagli relativi alla riconquista di Sirmio restano oscuri. Andronico Comneno accusò la madre del giovane imperatore romeo, Alessio II, di parteggiare per Béla, suo cognato, per devastare la regione di Belgrado e Barancs (Braničevo, in Serbia) nel maggio 1182, il che implica che Béla aveva a quel punto occupò Sirmio. Nello stesso mese, Andronico Comneno catturò l'imperatrice vedova e la fece assassinare entro la fine dell'anno. Approfittando dell'anarchia che al tempo attanagliava il territorio bizantino, Béla avanzò fino a Niš e Sardica nella prima metà del 1183. A Sardica, si impadronì dello scrigno contenente le reliquie di san Giovanni di Rila e ordinò di «trasportarlo con grandi onori nella sua terra e di deporlo solennemente nella chiesa» di Strigonio, secondo la Vita dal prologo di Sofia del santo. Makk scrive che Béla si ritirò dalle regioni a sud del Danubio, ma lo storico Paul Stephenson afferma che Béla conservò queste terre.
Andronico Comneno uccise l'imperatore Alessio II alla fine del 1183. Il contemporaneo Eustazio di Salonicco scrive che gli oppositori di Andronico inviarono lettere a molti monarchi, tra cui Béla III, esortandoli ad attaccare Andronico. Secondo la Historia de expeditione Friderici imperatoris e vari cronisti dell'Europa occidentale, Béla invase l'impero bizantino all'inizio del 1185. Dopo la caduta di Andronico I in settembre, Béla firmò un trattato di pace con il nuovo imperatore, Isacco II Angelo. Isacco sposò la figlia di Béla, Margherita, e Béla concesse la regione di Niš e Barancs a Isacco come dote della figlia. In quest'occasione furono riportate a Sardica anche le reliquie di san Giovanni di Rila. Il re magiaro sposò Margherita di Francia, sorella di Filippo II di Francia, nell'estate del 1186.

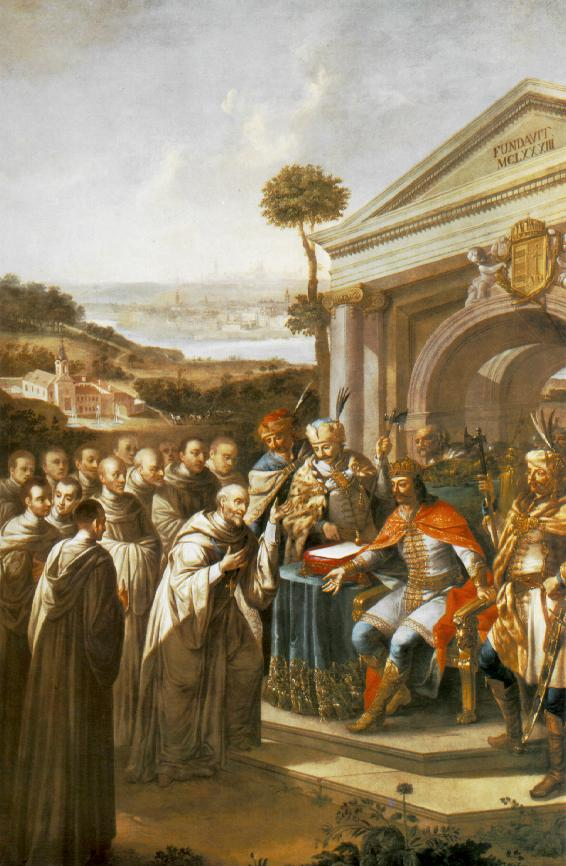
Fondazione dell'abbazia di Szentgotthárd. Dipinto di Stephan Dorfmeister, 1795 circa

Orio Mastropiero, doge di Venezia, pose l'assedio a Zara nel 1187, ma la flotta veneziana non poté impadronirsi della città ben fortificata. Vladimir II Jaroslavič, principe della Galizia, fuggì in Ungheria alla fine del 1188, perché i suoi boiardi si erano ribellati apertamente. Romano il Grande, principe di Volodymyr-Volyns'kyj, occupò presto la Galizia, ma Béla invase il principato e lo espulse. Anziché riportare Vladimir Jaroslavič alla sua posizione precedente, Béla lo imprigionò e concesse il controllo della regione ad Andrea, figlio minore del re ungherese. Al fine di rimarcare la sua conquista, Béla si definì da allora sovrano della Galizia.
Nell'estate del 1189, nell'ambito della terza crociata, i soldati tedeschi marciarono attraverso l'Ungheria sotto il comando di Federico Barbarossa. Béla accolse cordialmente l'imperatore, inviando dei suoi combattenti al fianco dei crociati attraverso la penisola balcanica. Su richiesta di Federico, Béla rilasciò il suo fratello imprigionato, Géza, che si unì ai crociati e lasciò l'Ungheria. Béla mediò un trattato di pace tra Federico I e Isacco II, la cui reciproca sfiducia aveva quasi provocato la guerra tra crociati tedeschi e bizantini.
Vladimir Jaroslavič fuggì dalla prigionia all'inizio del 1189 o 1190 e, con l'assistenza di Casimiro II di Polonia, espulse Andrea dalla Galizia e riprese il controllo del principato. Nel 1191, Béla incontrò suo genero Isacco II a Filippopoli (Plovdiv, in Bulgaria) e Sirmio, ma i risultati di tali negoziati rimangono sconosciuti. Su richiesta di Béla, la Santa Sede approvò la canonizzazione di Ladislao I d'Ungheria nel 1192. Il re magiaro invase la Serbia all'inizio del 1193, spingendo Isacco II a chiedere a il ritiro delle sue truppe e a minacciare di scatenare una guerra. Allo stesso tempo, il doge Enrico Dandolo tentò di occupare Zara, malgrado non vi riuscì. Nel 1193, Béla concesse il comitato di Modrussa in Croazia a Bartolomeo di Veglia, un membro della famiglia dei Frangipani. Si tratta del primo esempio certo di una carica concessa come dignità ereditaria nel regno d'Ungheria.

#### Ultimi anni (1194-1196)
Nel 1194, Béla nominò suo figlio maggiore, Emerico, che era già stato incoronato come futuro re, per amministrare la Croazia e la Dalmazia. Dopo che un esercito congiunto composto da guerrieri bulgari, cumani e valacchi sconfisse i romei nella battaglia di Arcadiopoli nel 1194, Béla era disposta ad assistere l'impero bizantino. Tuttavia, la sua campagna fu annullata in quanto il genero di Béla, Isacco II, fu detronizzato da Alessio III Angelo nell'aprile 1195. Enrico VI di Svevia, imperatore del Sacro Romano Impero, stava progettando di lanciare una campagna contro il territorio bizantino a nome del sovrano detronizzato, ma Béla proibì ai suoi sudditi di unirsi a Enrico.
Béla prese la croce come segno del suo desiderio di guidare una crociata in Terra santa. Tuttavia, egli non poté mantenere il suo giuramento perché si ammalò gravemente e morì il 23 aprile 1196; le sue spoglie furono infine sepolte nella cattedrale di Albareale. I suoi resti furono identificati con sicurezza dagli archeologi durante gli scavi del XIX secolo, perché una fonte contemporanea, Riccardo di Londra, riferivano dell'eccezionale altezza di Béla, la quale era pari a 190 cm. I resti di Béla vennero poi reinterrati presso la chiesa di Mattia a Budapest. Grazie al DNA ricavato dai resti scheletrici di Béla e di un altro presunto membro degli Arpadi, gli studiosi propongono che la dinastia appartenesse all'aplogruppo del cromosoma Y R1a sottoclade R-SUR51 > R-ARP.

## Ascendenza
|                       |                     |                       | Genitori                |  |  | Nonni |  |  | Bisnonni         |  |  | Trisnonni         |  |
|                       |                     |                       |                         |  |  |       |  |  | Álmos d'Ungheria |  |  | Géza I d'Ungheria |  |
|                       |                     |                       |                         |  |  |       |  |  | Álmos d'Ungheria |  |  | Géza I d'Ungheria |  |
|                       |                     | Sofia di Loon         |                         |  |  |       |  |  | Álmos d'Ungheria |  |  |                   |  |
| Béla II d'Ungheria    |                     |                       |                         |  |  |       |  |  | Álmos d'Ungheria |  |  |                   |  |
|                       |                     | Predslava di Kiev     | Svjatopolk II di Kiev   |  |  |       |  |  |                  |  |  |                   |  |
|                       |                     | Predslava di Kiev     | Svjatopolk II di Kiev   |  |  |       |  |  |                  |  |  |                   |  |
|                       |                     | Predslava di Kiev     | …                       |  |  |       |  |  |                  |  |  |                   |  |
| Géza II d'Ungheria    |                     | Predslava di Kiev     |                         |  |  |       |  |  |                  |  |  |                   |  |
|                       |                     | Uroš I di Rascia      | Marko di Rascia         |  |  |       |  |  |                  |  |  |                   |  |
|                       |                     | Uroš I di Rascia      | Marko di Rascia         |  |  |       |  |  |                  |  |  |                   |  |
|                       |                     | Uroš I di Rascia      | …                       |  |  |       |  |  |                  |  |  |                   |  |
| Elena di Rascia       |                     | Uroš I di Rascia      |                         |  |  |       |  |  |                  |  |  |                   |  |
|                       |                     | Anna Diogenissa       | Costantino Diogene      |  |  |       |  |  |                  |  |  |                   |  |
|                       |                     | Anna Diogenissa       | Costantino Diogene      |  |  |       |  |  |                  |  |  |                   |  |
|                       |                     | Anna Diogenissa       | Teodora Comnena         |  |  |       |  |  |                  |  |  |                   |  |
| Béla III d'Ungheria   |                     | Anna Diogenissa       |                         |  |  |       |  |  |                  |  |  |                   |  |
|                       | Vladimir II di Kiev | Vsevolod di Kiev      |                         |  |  |       |  |  |                  |  |  |                   |  |
|                       | Vladimir II di Kiev | Vsevolod di Kiev      |                         |  |  |       |  |  |                  |  |  |                   |  |
|                       | Vladimir II di Kiev | Anastasia di Bisanzio |                         |  |  |       |  |  |                  |  |  |                   |  |
| Mstislav I di Kiev    | Vladimir II di Kiev |                       |                         |  |  |       |  |  |                  |  |  |                   |  |
|                       |                     | Gytha del Wessex      | Aroldo II d'Inghilterra |  |  |       |  |  |                  |  |  |                   |  |
|                       |                     | Gytha del Wessex      | Aroldo II d'Inghilterra |  |  |       |  |  |                  |  |  |                   |  |
|                       |                     | Gytha del Wessex      | Ealdgyth Swan-neck      |  |  |       |  |  |                  |  |  |                   |  |
| Efrosin'ja Mstislavna |                     | Gytha del Wessex      |                         |  |  |       |  |  |                  |  |  |                   |  |
|                       |                     | Dmitrij Zavidic       | …                       |  |  |       |  |  |                  |  |  |                   |  |
|                       |                     | Dmitrij Zavidic       | …                       |  |  |       |  |  |                  |  |  |                   |  |
|                       |                     | Dmitrij Zavidic       | …                       |  |  |       |  |  |                  |  |  |                   |  |
| Ljubava Dmitr'evna    |                     | Dmitrij Zavidic       |                         |  |  |       |  |  |                  |  |  |                   |  |
|                       |                     | …                     | …                       |  |  |       |  |  |                  |  |  |                   |  |
|                       |                     | …                     | …                       |  |  |       |  |  |                  |  |  |                   |  |
|                       |                     | …                     | …                       |  |  |       |  |  |                  |  |  |                   |  |
|                       |                     | …                     |                         |  |  |       |  |  |                  |  |  |                   |  |

## Discendenza

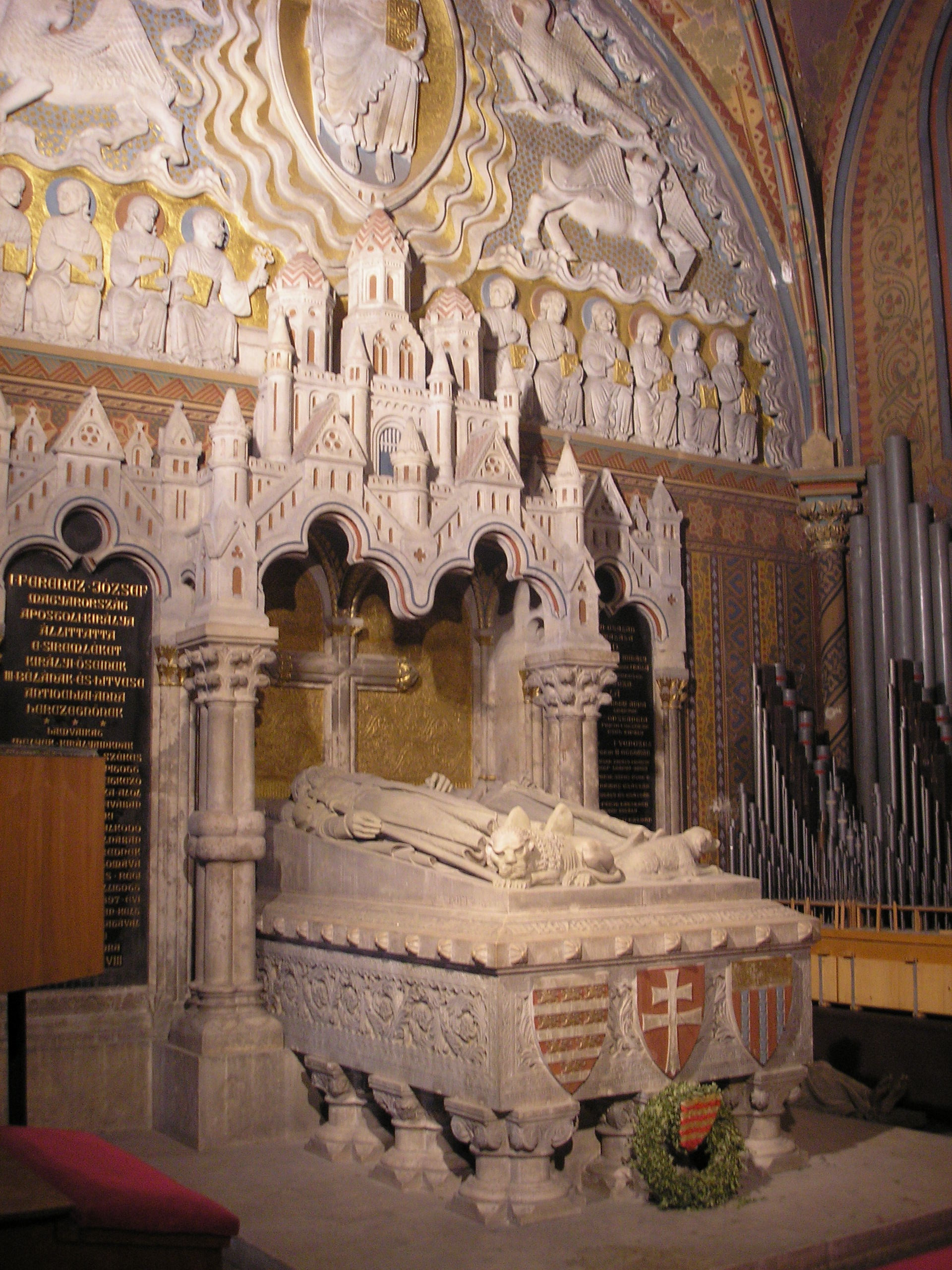
Tomba di re Béla III

La prima moglie di Béla, Agnese, era la figlia di Rinaldo di Châtillon, principe di Antiochia, e della moglie di Rinaldo, Costanza d'Antiochia. Agnese nacque intorno al 1149 e, al momento del suo matrimonio, nel 1170, fu ribattezzata Anna a Costantinopoli; morì intorno al 1184.
Il primo figlio di Béla e Agnese-Anna, Emerico, nacque nel 1174. La sorella di Emerico, Margherita, che era conosciuta con il nome di Maria a Costantinopoli, nacque nel 1175. All'età di nove o dieci anni la giovane fu promessa in sposa all'imperatore bizantino Isacco II Angelo, che all'epoca aveva circa 30 anni. Il marito di Maria morì nel 1204, prima del sacco di Costantinopoli compiuto nell'ambito della quarta crociata. Margherita–Maria sposò uno dei condottieri della crociata, Bonifacio I del Monferrato, il quale conquistò Salonicco dopo la resa dell'impero bizantino. Lo storico Makk ipotizza che, intorno al 1210, Maria sposò Nicola I di Sant'Omer dopo la morte di Bonifacio, mentre lo studioso Peter Lock afferma che la moglie di Nicola e Margherita–Maria non vabno identificate con la stessa persona.
Il secondo figlio di Béla e Agnese-Anna, Andrea, nacque intorno al 1177. I suoi due fratelli minori, Salomone e Stefano, non sopravvissero all'infanzia. La loro sorella minore, Costanza, sposò il re Ottocaro I di Boemia intorno al 1198. Una terza figlia di Béla e Agnese-Anna, il cui nome rimane sconosciuto, morì anch'ella durante l'infanzia.
Dopo la morte di Agnese-Anna, Béla propose a Teodora, nipote della sorella dell'imperatore Manuele I, Teodora Comnena. Tuttavia, un sinodo della Chiesa bizantina vietò il matrimonio nel 1185, in quanto Teodora fece il suo ingresso in un convento di suore. Alla fine del 1185 o all'inizio del 1186, Béla chiese la mano di Matilde di Sassonia, figlia di Enrico il Leone, duca di Sassonia, ma Enrico II d'Inghilterra, nonno di Matilde, si oppose a questo matrimonio. Alla fine, Béla sposò la nuora vedova di Enrico II, Margherita di Francia, nell'estate del 1186, la figlia di Luigi VII. La regina Margherita sopravvisse a Béla e si trasferì in Terra Santa dopo la sua morte.

## Rilevanza storica
Béla fu uno dei più eminenti monarchi medievali dell'Ungheria. Il suo «mandato non coincise soltanto con l'apogeo del regno degli Arpadi, ma segnò anche la fine di un'epoca», secondo lo storico Pál Engel. La sua istituzione della Cancelleria reale contribuì alla «diffusione dei documenti scritti» in Ungheria; le prime carte emesse dai nobili apparvero nel 1190. Secondo un elenco contemporaneo delle entrate di Béla, il suo reddito annuo ammontava a quasi 170.000 marchi (circa 23 tonnellate di argento puro). Se tale scritto risultasse affidabile, si può affermare che le entrate superassero quelle dei re coevi attivi in Francia e Inghilterra, ma l'affidabilità dello stesso è stata messa in dubbio da molti storici, tra cui Pál Engel. Fu probabilmente in concomitanza del suo regno che venne redatta la Gesta Hungarorum da un notaio al servizio della corona, il quale si firma all'inizio dell'opera come P. Magister; il lavoro è considerato una delle più importanti cronache ungheresi medievali disponibili.
Nel 1190 circa, dopo che un incendio distrusse Strigonio, Béla invitò i muratori francesi a ricostruire il palazzo reale e la cattedrale. I costruttori introdussero nuove forme architettoniche in terra magiara, tanto che il nuovo palazzo reale e la cattedrale costituirono i primi esempi di architettura gotica trapiantati in Europa centrale. Le monete che raffigurano una croce a due barre, utilizzata principalmente nella Chiesa dell'impero bizantino, furono coniate a partire dal 1190 circa, il che suggerisce che la cosiddetta "doppia croce" sia entrata a far parte dell'araldica reale ungherese sotto Béla III.

### Fonti primarie
- Tommaso Arcidiacono, Archdeacon Thomas of Split: History of the Bishops of Salona and Split, a cura di Olga Perić, traduzione di Damir Karbić, Mirjana Matijević Sokol e James Ross Sweeney, CEU Press, 2006, ISBN 963-7326-59-6.
- Giovanni Cinnamo, Deeds of John and Manuel Comnenus by John Kinnamos, traduzione di Charles M. Brand, Columbia University Press, 1976, ISBN 0-231-04080-6.
- Kiril Petkov, Life of John of Rila from the Stishen (Sofia) Prologue, in The Voices of Medieval Bulgaria, Seventh-Fifteenth Century: The Records of a Bygone Culture, Brill, 2008,  pp. 265-268, ISBN 978-90-04-16831-2.
- Niceta Coniata, O City of Byzantium, Annals of Niketas Choniatēs, traduzione di Harry J. Magoulias, Wayne State University Press, 1984, ISBN 978-0-8143-1764-8.
- Ottone di Frisinga, Gesta Friderici Imperatoris, traduzione di Charles Christopher Mierow, Columbia University Press, 2004, ISBN 0-231-13419-3.
- (EN) Dezső Dercsényi, Leslie S. Domonkos (a cura di), Chronica Picta, Corvina, Taplinger Publishing, 1970, ISBN 0-8008-4015-1.

### Fonti secondarie
- (EN) Július Bartl, Dušan Škvarna, Viliam Čičaj e Mária Kohútova, Slovak History: Chronology & Lexicon, Wauconda, Bolchazy-Carducci Publishers, 2002, ISBN 978-08-65-16444-4.
- (EN) Nora Berend, Przemysław Urbańczyk e Przemysław Wiszewski, Central Europe in the High Middle Ages: Bohemia, Hungary and Poland, c.900-c.1300, Cambridge University Press, 2013, ISBN 978-05-21-78156-5.
- (EN) Florin Curta, Southeastern Europe in the Middle Ages, 500-1250, Cambridge, Cambridge University Press, 2006, ISBN 978-0-511-81563-8.
- (EN) Martin Dimnik, The Dynasty of Chernigov, 1146-1246, Cambridge University Press, 2003, ISBN 978-0-521-03981-9.
- (EN) Pál Engel, The Realm of St Stephen: A History of Medieval Hungary, 895-1526, I.B. Tauris Publishers, 2001, ISBN 1-86064-061-3.
- (EN) John Van Antwerp Jr. Fine, The Early Medieval Balkans: A Critical Survey from the Sixth to the Late Twelfth Century, Ann Arbor, University of Michigan Press, 1991, ISBN 0-472-08149-7.
- (EN) László Kontler, Millennium in Central Europe: A History of Hungary, Atlantisz Publishing House, 1999, ISBN 963-9165-37-9.
- (HU) Gyula Kristó e Ferenc Makk, III. Béla emlékezete [Ricordando Béla III], Magyar Helikon, 1981, ISBN 978-96-32-07912-7.
- (HU) Gyula Kristó e Ferenc Makk, Az Árpád-ház uralkodói [Sovrani della casata degli Arpadi], I.P.C. Könyvek, 1996, ISBN 963-7930-97-3.
- (EN) Peter Lock, The Franks in the Aegean, 1204-1500, Longman, 1995, ISBN 978-0-582-05139-3.
- (EN) Branka Magaš, Croatia Through History, SAQI, 2007, ISBN 978-0-86356-775-9.
- (EN) Paul Magdalino, The Empire of Manuel Komnenos, 1143-1180, Cambridge University Press, 1993, ISBN 978-0-521-52653-1.
- (EN) Ferenc Makk, The Árpáds and the Comneni: Political Relations between Hungary and Byzantium in the 12th century, traduzione di György Novák, Akadémiai Kiadó, 1989, ISBN 963-05-5268-X.
- (HU) Ferenc Makk, III. Béla, in Gyula Kristó, Pál Engel e Ferenc Makk, Korai magyar történeti lexikon (9-14. század) [Enciclopedia dell'Antica Storia Ungherese (IX-XIV secolo)], Akadémiai Kiadó, 1994,  pp. 91-92, ISBN 963-05-6722-9.
- (EN) Miklós Molnár, A Concise History of Hungary, Cambridge University Press, 2001, ISBN 978-0-521-66736-4.
- Adriano Papo e Gizella Nemeth Papo, Storia e cultura dell'Ungheria: dalla preistoria del bacino carpatodanubiano all'Ungheria dei giorni nostri, Rubbettino, 2000, ISBN 978-88-72-84988-0.
- (EN) Martyn Rady, Nobility, Land and Service in Medieval Hungary, Palgrave, 2000, ISBN 978-0-333-80085-0.
- (EN) Paul Stephenson, Byzantium's Balkan Frontier: A Political Study of the Northern Balkans, 900-1204, Cambridge University Press, 2000, ISBN 978-0-521-02756-4.
- (EN) Warren Treadgold, A History of the Byzantine State and Society, Stanford, Stanford University Press, 1997, ISBN 0-8047-2630-2.